# Cheilanthes wrightii
Cheilanthes wrightii là một loài thực vật có mạch trong họ Adiantaceae. Loài này được Hook. miêu tả khoa học đầu tiên năm 1858.